# Trung Yên
Trung Yên là một xã thuộc huyện Sơn Dương, tỉnh Tuyên Quang, Việt Nam.

## Diện tích, dân số
Xã có diện tích 33,06 km², dân số năm 1999 là 3830 người, mật độ dân số đạt 116 người/km².